# José Miguel Menchaca
José Miguel Menchaca Pinochet, diplomático chileno, actual Embajador de Chile en el Líbano (2012- ). Ha sido Cónsul Adjunto en Barcelona, España (1978-1981) y en Mendoza (1986-1988)

## Biografía
Menchaca egresó de la Academia Diplomática en 1977.
En su trayectoria diplomática, ha ejercido como Cónsul Adjunto en Barcelona, España (1978-1981) y en Mendoza (1986-1988); como Secretario en las Embajadas en Rumania (1982-1983) y Kenia (1989-1990); como Cónsul General en Bariloche, Argentina (1992-1997) y Rosario, Argentina (2005-2010) y como Consejero en Washington (2000-2001) y Filipinas (2001-2002).
En el Ministerio de Relaciones Exteriores, ha cumplido funciones como Jefe del Departamento de Asuntos Antárticos (1984-1985), Jefe del Departamento de Tráfico de Drogas, (1991-1992) y Jefe del Departamento de Ceremonial (1998-1999). Asimismo, fue Subdirector de Europa (2003-2004); y Subdirector de Medio Oriente y África (2010-2011).
Al momento de su designación en el año 2012 para encabezar la misión chilena en El Líbano, el embajador Menchaca se desempeñaba como Director de Medio Oriente y África.